# Дурутово
Дурутово (грч. Προάστιο, Проастио) је насељено место у општини Еордеја у периферији Западна Македонија, Грчка. Према попису из 2021. године било је 348 становника.
Према бугарском географу и историчару, Василу Канчову, у Дурутову је 1900. године живело 165 Словена хришћана и 150 Турака. Године 1924. турско становништво је принудно исељено у Турску а на њихово место су насељене грчке избегличке породице из Турске, укупно 225 особа. На попису из 1928. године Дурутово је имало 495 становника.